# Tân Bình, Tân Biên
Tân Bình là một xã thuộc huyện Tân Biên, tỉnh Tây Ninh, Việt Nam.

## Địa lý
Xã Tân Bình nằm ở phía huyện Tân Biên, có vị trí địa lý:
- Phía đông giáp xã Tân Lập và xã Thạnh Tây
- Phía tây và phía giáp Campuchia
- Phía nam giáp xã Hòa Hiệp.

Xã Tân Bình có diện tích 178,32 km², dân số năm 2019 là 5.872 người, mật độ dân số đạt 33 người/km².

## Hành chính
Xã Tân Bình được chia thành 4 ấp: Tân Minh, Tân Nam, Tân Thanh, Tân Thạnh.